# المجاعة السوفييتية 1946-1947
المجاعة السوفييتية بين عامي 1946-47 كانت مجاعة كبرى في الاتحاد السوفييتي، استمرت منذ منتصف عام 1946 وحتى شتاء عامي 1947 و1948.
تشير التقديرات إلى أن عدد الضحايا متباين، إذ يتراوح بين بضعة مئات من الآلاف وحتى 2 مليون، وتشير تقديرات مؤخرة إلى أن عدد الضحايا يتراوح بين مليون 2 مليون.:xv تتضمن المناطق التي تأثرت بشدة بالمجاعة، جمهورية أوكرانيا الاشتراكية السوفييتية وجمهورية مولدوفا الاشتراكية السوفييتية، وكذلك جمهورية روسيا الاتحادية الاشتراكية السوفييتية وجمهورية بيلاروس الاتحادية الاشتراكية. تشتهر هذه المجاعة بمعدلات عالية جدًا من وفيات الأطفال.
حدد المؤرخون العديد من الأسباب الرئيسية لحدوث تلك المجاعة.
- أسفرت الحرب العالمية الثانية عن تدمير جسيم للبنية التحتية، وبخاصة في الزراعة غرب البلاد، وكذلك 25 مليون من الوفيات من المواطنين السوفييت. وقد أدت عودة القوات التي جرى تسريحها من الحرب إلى ارتفاع متزامن في الولادات لم يكن النظام مستعدًا له. استمرت مصاعب الحرب، خصوصًا نقص الغذاء، إلى ما بعد أغسطس 1945، وكانت لا تزال قضية ملحة في صيف عام 1946.
- أدى جفاف عام 1946 إلى خنق الانتعاش الذي كانت له حاجة ماسة لدى الزراعة السوفييتية، وأسفر عن محصول أقل بكثير من محصول عام 1945.
- كانت الحكومة السوفييتية شديدة الحماس في تصميمها على دفع الإصلاح الاقتصادي، وخفضت الأهلية للحصول على البطاقات التمويلية في أواخر عام 1946، بينما رفعت أسعار المواد الغذائية في الوقت عينه.
- لتجنب الظهور بمظهر الضعف أمام العالم، واصلة الحكومة السوفييتية تصدير المواد الغذائية ورفضت طلب المساعدة الدولية.
- كان الاتحاد السوفييتي في قبضة الليسينكووية، وهو تفسير ماركسي لينيني زائف علميًا لعلم الوارثة، أدى إلى فشل هائل النطاق في المحاصيل الزراعية.

بلغت المجاعة ذروتها في مطلع عام 1947، وتدرجت شدتها في الانخفاض على مدار العام. وبعد حصاد عام 1947 الناجح بشكل معقول، اختفت المجاعة الجماعية في عام 1948. وقد تبنت الحكومة السوفييتية الخطة الكبرى لتحويل الطبيعة في عام 1948 ردًا على المجاعة. في التأريخ السوفييتي، تغطي المجاعة السابقة الواقعة بين عامي 1932-33 على مجاعة عامي 1946-47، وقد ظل الأمر كذلك حتى التسعينيات لتلقى مجاعة عامي 1946-47 انتباهًا تأريخيًا بارزًا.

## خلفية

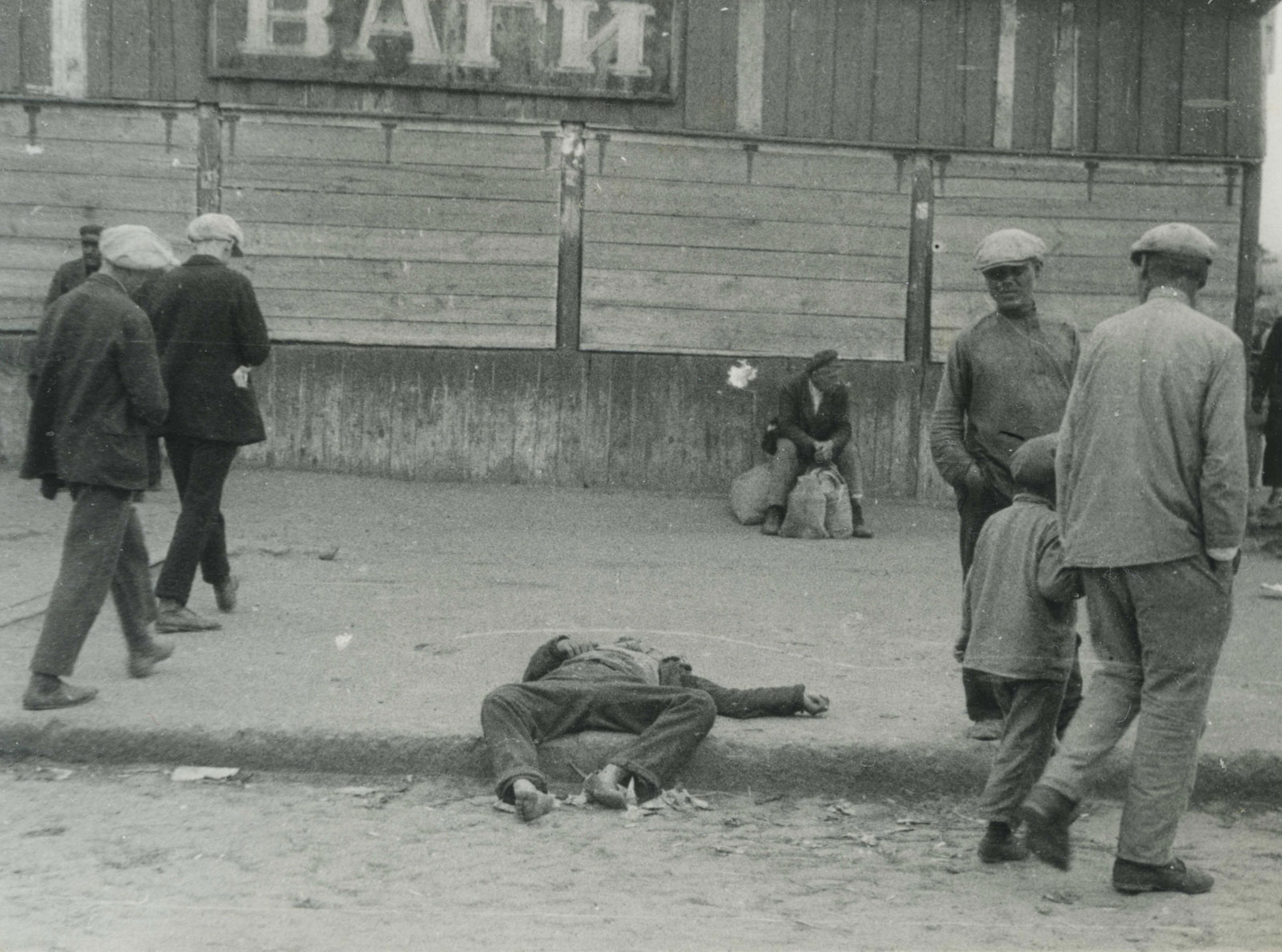
ضحية للمجاعة أثناء الهولدومور، 1933.

كانت هذه المجاعة السوفييتية المجاعة السوفييتية الكبرى الثالثة والأخيرة التي وقعت بين عشرينيات وأربعينيات القرن العشرين.
أسفرت هذه «المجاعة الثلاثية» عن وقوع ملايين من الضحايا إثر الجوع، وتركت ندوبًا ثقافية واقتصادية دائمة في المناطق المتضررة. يحسب مايكل إلمان الفترة الممتدة ما بين عامي 1941 وحتى 1954، خلال الحرب العالمية الثانية، على أنها مجاعة بمفردها، ما يجعل المجاعة بين عامي 1946-47 المجاعة الرابعة الكبرى بدلًا من الثالثة. اجتذبت المجاعة الثانية الكبرى، التي استمرت بشكل رئيسي بين عامي 1932 و1933، اهتمامًا كبيرًا. ويطلق عليها أحيانًا الهولدومور، أو «مجاعة الإرهاب»، وقد اعتُرف بأحداث هذه المجاعة التي وقعت في جمهورية أوكرانيا الاشتراكية السوفييتية على أنها إبادة جماعية من قبل الحكومة الأوكرانية في عام 2006، وتبعتها دول أخرى في ذلك منذ ذلك الوقت. تلقت الدولة السوفييتية مساعدات دولية كبيرة خلال المجاعة الروسية بين عامي 1921-22 من قبل إدارة الإغاثة الأمريكية ومنظمات أخرى. ورغم أن الاتحاد السوفييتي قبل هذه المساعدة في يوليو 1921، فإنه لم يطلب أو يقبل أي مساعدات كبيرة الحجم في 1932-33، وفشل في طلب مساعدة أجنبية مرة أخرى في 1946-47.
رغم أن كل مجاعة امتلكت عناصر جعلتها مميزة، فإن الثلاث مجاعات كانت كلها متفاقمة جزئيًا بسبب السياسة الحكومية المدفوعة أيديولوجيًا، لدى كل من حكومتي لينين وستالين، والتي من أمثلتها مصادرة الحبوب أو القطارات الحمراء أو التنظيم الجماعي الاقتصادي القسري.
حدد المؤرخون عدة أسباب رئيسية لمجاعة 1946-47، وهي: الدمار الذي سببته الحرب العالمية الثانية، جفاف عام 1946، والافتقار للاستقلال الذاتي لدى الفلاحين السوفييت، وعدم قدرة الحكومة السوفييتية على تنفيذ سياسات فعالة لمواجهة المجاعات.

### تأثير الحرب العالمية الثانية
شارك الاتحاد السوفييتي في الجبهة الشرقية للحرب العالمية الثانية بين عامي 1941 و1945، وتكبد أكثر من 25 مليون ضحية.
رغم أن المجاعات الثلاثة الرئيسية (1921-22، و1932-33، و1946-47) ترى غالبًا في إطار شامل أكبر (المجاعة الثلاثية)، إلا إن هناك فرقًا كبيرًا بين مجاعة عامي 1933-32 والمجاعتين التاليتين. فقد سبقت المجاعتين 1921-22 و1946-47 مباشرة نزاعات عسكرية شديدة التدمير، وهي الحرب الأهلية الروسية (والحرب العالمية الأولى) والحرب العالمية الثانية على الترتيب. وقد أدى التسريح العسكري في الوقت عينه إلى وجود عدد كبير من الجنود العاطلين عن العمل والمحاربين القدامى المعاقين المحتاجين للدعم الحكومي، وارتفاع معدلات المواليد مع عودة الجنود إلى زوجاتهم.

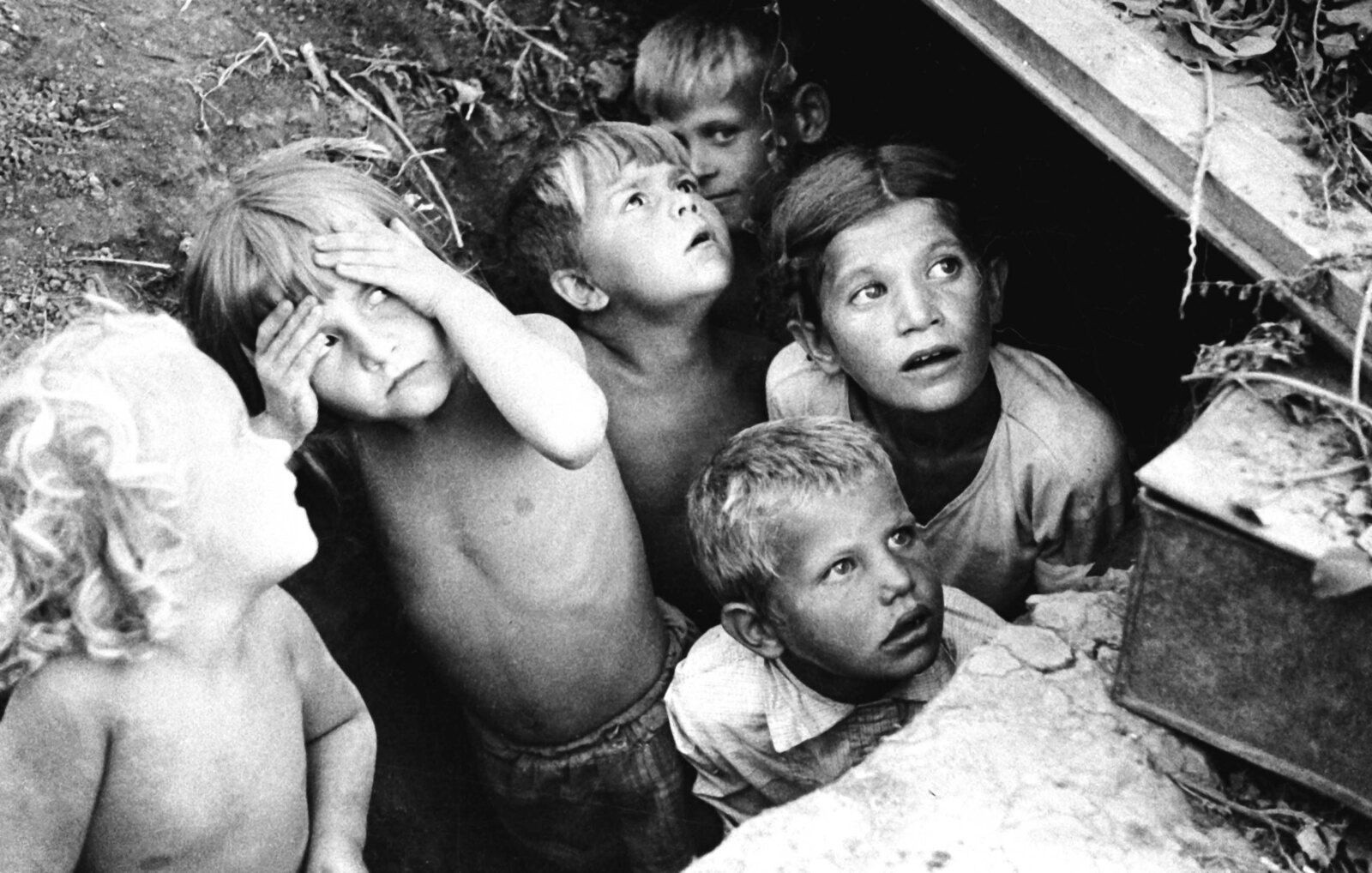
أطفال من الاتحاد السوفييتي أثناء غارة جوية لطائرات لوفتفافه، 1941.

إضافة إلى ذلك، فقد تركت الحرب الأطفال في الاتحاد السوفييتي معرضين للخطر بشكل خاص. إذ فقد الكثيرون والديهم وفقد كثيرون آباءهم. كان مئات الآلاف بلا مأوى، واعتمد مئات الآلاف على الأمهات العازبات من أجل البقاء على قيد الحياة. وأدت أزمة صغر الوالدين إلى تخلي عدد كبير منهم عن أطفالهم، وأصبح الأطفال من بين التركيبات السكانية الرئيسية ضحية المجاعة.
أدت التعبئة خلال الحرب العالمية الثانية إلى إخراج أعداد كبيرة من القوى العاملة من العمالة المدنية، وكان من بينهم العمالة الزراعية، وحتى بعد تسريحهم، فإن العديد من الجنود كافحوا لإيجاد وظيفة. أدى التسريح العسكري أيضًا إلى ارتفاع معدل المواليد مع عودة الشباب إلى منازلهم، وزاد عدد المواليد لكل 1000 شخص من 15.9 في عام 1945 إلى 24.9 في عام 1946، وبذلك ازداد بشكل كبير عدد الأطفال تحت سن 11 شهرًا (والذين أصبحوا فيما بعد من بين أهم الفئات المتعرضة للموت جوعًا أثناء المجاعة).